# Miradouro da Ponta da Madrugada

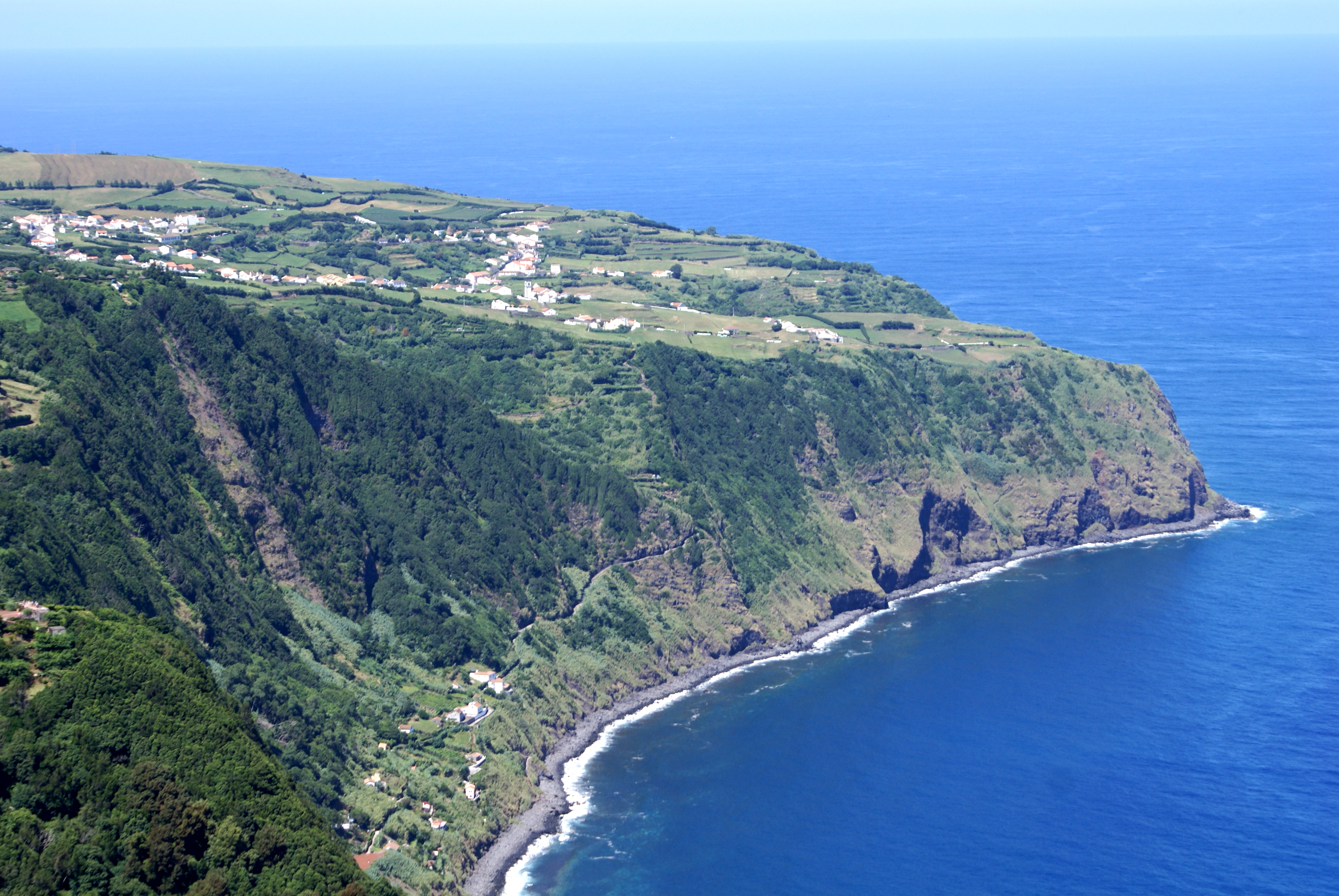
Miradouro da Ponta da Madrugada, falésias.

O Miradouro da Ponta da Madrugada é um miradouro português localizado no concelho do Nordeste, na ilha açoriana de São Miguel.
Deste miradouro obtêm-se uma vista imensa sobre a costa norte da ilha e sobre parte das montanhas do concelho do Nordeste. Daqui, avista-se na distância a Fajã do Lombo Gordo e a Ponta da Marquesa.
Toda esta área se encontra povoada por uma rica cobertura florestal onde predomina a Laurissilva típica da Macaronésia.